# Scuola elementare
Pour plus de détails, voir Fiche technique et Distribution.
Scuola elementare, parfois traduit en français L'École élémentaire, est une comédie dramatique franco-italienne réalisée par Alberto Lattuada et sortie en 1955.

## Synopsis
L'enseignant de l'école primaire Dante Trilli a été transféré de sa ville natale de Palestrina à Milan après avoir remporté un concours. Il y retrouve son ancien camarade de classe, Pilade Mucci, qui est maintenant concierge dans l'institut auquel il est destiné. La vie à Milan est chère et Pilade se débrouille avec quelques petits boulots ; pour la même raison, face au coût du loyer, il héberge son ami en partageant avec lui la maison qu'il a héritée d'une vieille tante.
Au début de l'année scolaire, Trilli rencontre Laura Bramati, une enseignante novice, et une sympathie timide se développe entre les deux. La veille de Noël, Laura invite Dante chez elle et lui confie son histoire de jeune fille séduite et abandonnée par un riche industriel.
A l'école, l'instituteur Trilli s'efforce d'émanciper les enfants et notamment de réhabiliter l'un d'entre eux, Crippa, peu studieux et bagarreur. Entre-temps, Pilade fait la connaissance de Vincenzo Serafini, qui a inventé un nouveau type de chemise pour homme mais ne trouve personne pour le financer afin de lancer la production. Pilade décide de s'engager dans cette activité, espérant ainsi participer au climat de développement économique et industriel qui caractérise Milan dans ces années-là. Le professeur Trilli, qui s'est entiché de Laura, organise une visite de l'école dans une usine de voitures. La jeune fille y rencontre son ex-amant, l'ingénieur Rivolta, qui lui propose de raviver leur relation. Mais la jeune fille, déçue par l'expérience précédente, refuse.
L'été arrive, l'école se termine et Laura invite Trilli à Idroscalo, où elle est accidentellement photographiée. La photo est publiée dans un magazine et lui porte chance, car elle lui permet de s'établir comme mannequin.
Pendant ce temps, les affaires de Pilade vont mal : il a dû hypothéquer sa maison, mais l'argent ne suffit pas pour le lancement de la production. Alors qu'il est à l'imprimerie pour s'occuper de l'impression des affiches, il rencontre par hasard le riche et sans scrupules Commendator Bonfanti, père d'un des écoliers. Il lui fait part de ses difficultés et le supplie de reprendre l'affaire, ce que Bonfanti fait, liquidant Pilade avec une somme modeste qui lui permet à peine de rembourser ses dettes.
Lorsqu'il reprend l'école, Pilade, qui a désormais abandonné ses rêves de richesse, redevient concierge. Trilli, qui aurait pu aller travailler pour le commissaire Bonfanti, choisit finalement de redevenir professeur, ce qu'il décrit comme un travail « héroïque ». Il a ainsi la satisfaction de voir que Crippa, l'enfant pour lequel il a tant travaillé, a été promu et poursuit ses études.

## Fiche technique
Sauf indication contraire, les informations mentionnées dans cette section peuvent être confirmées par la base de données cinématographiques Unifrance,  présente dans la section « Liens externes ».
- Titre original italien : Scuola elementare[2]
- Titre français : Scuola elementare ou L'École élémentaire[1]
- Réalisateur : Alberto Lattuada
- Scénario : Jean Blondel, Alberto Lattuada, Ettore Maria Margadonna, Giorgio Prosperi, Charles Spaak
- Photographie : Leonida Barboni
- Montage : Mario Serandrei
- Musique : Mario Nascimbene
- Décors : Gianni Polidori
- Costumes : Dario Cecchi
- Production : Silvio Clementelli (it)
- Société de production : Titanus, Société Générale de Cinématographie
- Pays de production :  Italie -  France
- Langue originale : italien
- Format : Noir et blanc - 1,37:1 - Son mono
- Durée : 96 minutes
- Genre : Comédie dramatique
- Dates de sortie :
  - Italie : 11 février 1955 (Milan, Turin) ; 18 février 1955 (Rome)
  - Suisse : juillet 1955 (Festival du film de Locarno)

## Distribution
- Riccardo Billi : Dante Trilli
- Mario Riva : Pilade Mucci
- Lise Bourdin : Laura Bramati, enseignante
- Alberto Rabagliati : Commendator Bonfanti
- René Clermont : Vincenzo Serafini, l'inventeur
- Marc Cassot : Rivolta, l'ancien amant de Laura
- Diana Dei : Mme Bonfanti
- Alain Quercy : Adami, le journaliste
- Ugo Attanasio : chef d'établissement
- Mario Carotenuto : agent immobilier
- Turi Pandolfini : le père de Serafini
- Dario Fo : imprimante
- Alfredo Fabietti : enseignant
- Fiore Sagò : professeur
- Gianfilippo Carcano : professeur
- Rolando Ranzani : élève Crippa
- Luciano Pigozzi : professeur
- Enrico Ameri : journaliste à la cérémonie de remise des prix

## Exploitation
Scuola elementare a enregistré 1,52 million d'entrées et engrangé 199 millions de lires de recettes.

### Accueil critique
Le critique Gian Piero Brunetta (it) place Scuola elementare, avec d'autres de la même période comme Dimanche d'août, Les Fiancés de Rome, Cette folle jeunesse et autres, parmi ceux « liés à la représentation de l'existence, dans une tentative de chanter la phénoménologie de l'épopée quotidienne », exactement ce « petit-bourgeois qui affronte, avec force, courage et optimisme, les rigueurs du climat des années 50 ». En revanche, dans la revue Ombre Rosse (it), en pleine contestation de l'idéologie bourgeoise dans les années 1970, Lattuada est considéré globalement comme un « bourgeois cultivé et intelligent » ainsi que comme « le plus distingué des réalisateurs italiens ».